# قانون خشونت علیه زنان
قانون خشونت علیه زنان (انگلیسی: Violence Against Women Act) یا به اختصار «VAWA»، یک قانون فدرال در ایالات متحده آمریکا بود که در تاریخ ۱۳ سپتامبر ۱۹۹۴ میلادی به امضای بیل کلینتون چهل و دومین رئیس‌جمهور ایالات متحده آمریکا رسید. به موجب این قانون، یک بودجهٔ ۱٫۶ میلیارد دلاری برای تحقیق و تعقیب کیفری برای خشونت علیه زنان اختصاص یافت و عاملان خشونت، ملزم به پرداخت اجباری خسارت شده و در مواردی که دادستان تصمیم به عدم پیگیری و دادخواهی می‌گرفت، دولت موظف به پرداخت خسارت به قربانیان بود. این قانون همچنین منجر به برپایی اداره خشونت علیه زنان در وزارت دادگستری ایالات متحده آمریکا شد.
حامی لایحهٔ این قانون، مجلس سنای ایالات متحده آمریکا و معاون آیندهٔ رئیس‌جمهور ایالات متحده آمریکا، جو بایدن (از حزب دموکرات ایالت دلاوِر) در سال ۱۹۹۴ بود و پشتیبانی‌های گسترده‌ای از سوی ائتلاف گروه‌های حامی ذی‌نفوذ دریافت داشت. این قانون را هر دو مجلس کنگره ایالات متحده آمریکا و با حمایت هر دو حزب پُرطرفدار، در سال ۱۹۹۴ میلادی تصویب کردند؛ گرچه یک سال بعد، نمایندگان حزب جمهوری‌خواه مجلس نمایندگان ایالات متحده آمریکا تلاش کردند تا بخشی از بودجهٔ آنرا قطع کند. در سال ۲۰۰۰ میلادی، دیوان عالی ایالات متحده آمریکا در پروندهٔ «موریسون در برابر ایالات متحده»، با اختلاف نظرِ شدید میان قضات عالی خود، یک مادهٔ قانونی از قانون خشونت علیه زنان را باطل کرد که به زنان اجازه می‌داد از فرد خاطی در یک دادگاه فدرال شکایت کنند. این رأی با اکثریت ۵ به ۴ به دست آمد و عنوان داشت که این مادهٔ قانونی، خارج از اختیارات قدرتِ دولتِ فدرال بر مبنای «اصل مربوط به تجارت» است.
قانون خشونت علیه زنان مجدداً در سال‌های ۲۰۰۰ و ۲۰۰۵ میلادی به تأیید اکثریت نمایندگان کنگره از هر دو حزب رسید. تجدید این قانون در سال ۲۰۱۲ با مخالفت حزب جمهوری‌خواه محافظه‌کار مواجه شد که با تعمیم آن به حمایت از زوج‌های هم‌جنس‌گرا و همچنین اعطای روادید به مهاجران غیرقانونی آسیب‌دیده از خشونت معترض بودند، اما سرانجام پس از یک کشمکش حقوقی در سال ۲۰۱۳ میلادی دوباره تأیید شد. در اثر تعطیلی حکومت فدرال ایالات متحده آمریکا در ۲۰۱۸-۲۰۱۹، فرجهٔ قانونی این قانون سرانجام در ۲۱ دسامبر ۲۰۱۸ به پایان رسید. در ۲۵ ژانویهٔ ۲۰۱۹ میلادی، این قانون با استفاده از لایحهٔ مخارج کوتاه‌مدت به مدت کوتاهی دوباره برقرار شد، اما در ۱۵ فوریهٔ ۲۰۱۹ منقضی شد. مجلس نمایندگان ایالات متحده آمریکا در آوریل همان سال، مجوز مجدد اجرای این قانون را با گنجاندن چند مادهٔ قانونی جدید صادر کرد که افراد تراجنسیتی را نیز در چتر حمایتی خود قرار می‌داد و مرتکبین به خشونت خانگی را از خرید سلاح گرم منع قانونی می‌نمود. برای رسیدن به یک اکثریت دو حزبی، سناتور جونی ارنست (جمهوری‌خواه از آیووا) و سناتور داین فاینستاین (دموکرات از کالیفرنیا) به ماه‌ها گفتگو و چانه‌زنی پرداختند که در نوامبر ۲۰۱۹ به بن‌بست رسید. سناتور جونی ارنست اعلام کرد که نسخهٔ جدیدی از این قانون را ارائه خواهد که امیدوار است به تصویب مجلس سنای ایالات متحده آمریکا برسد.
نسخهٔ مجلس نمایندگان ایالات متحده آمریکا موسوم به «اچ.آر. ۱۵۸۵» در حال حاضر شامل هیچگونه تنبیهی برای بریدن آلت زنانه (FGM) نیست. بنا به اعلام مرکز کنترل و پیشگیری بیماری، در حدود ۵۱۳٬۰۰۰ زن و دختر در آمریکا، در معرض خطر بریدن آلت زنانه هستند، یا آنکه پیش‌تر دچار آن شده‌اند. «مجمع زنان مستقل» کنگرهٔ آمریکا را تحت فشار گذاشته تا قیود قانونی جدید جهت تشدید جریمه برای قطع آلت زنانه و نیز افزایش بودجه را در راه مبارزه با آن به تصویب برساند؛ بیشتر از آن چیزی که در حال حاضر در قانون پیش‌بینی شده‌است، چرا که چنین عملی در هر حال، در آمریکا غیرقانونی است. نسخهٔ «اچ.آر. ۱۵۸۵» همچنین فاقد ضوابطی برای تحذیر قتل ناموسی، قاچاق جنسی یا ازدواج اجباری کودکان است که همگی در آمریکا غیرقانونی هستند.

رأی‌های مجلس سنای ایالات متحده آمریکا اجرای مجدد قانون خشونت علیه زنان ۲۰۱۳
هر دو آری
یک آری، یک نه
هر دو نه

رأی‌های مجلس نمایندگان ایالات متحده آمریکا برای اجرای مجدد قانون خشونت علیه زنان ۲۰۱۳
رأی موافق دموکرات‌ها
رأی موافق جمهوری‌خواه‌ها
رآی ممتنع یا فاقد نمایندهٔ رأی‌دهنده
رأی مخالف جمهوری‌خواه‌ها